# Operacja Reservist
Operacja Reservist (pol. Rezerwista) – przeprowadzony 8 listopada 1942 roku w ramach operacji Torch nieudany desant morski alianckich wojsk amerykańsko-brytyjskich, który miał na celu zdobycie i zabezpieczenie portu w Oranie w Algerii Francuskiej, kontrolowanej przez kolaborujący z hitlerowskimi Niemcami rząd Vichy. Operacja zakończyła się porażką. Nie udało się osiągnąć żadnego z celów, straty aliantów w ludziach sięgnęły 90%, a oba główne okręty biorące w niej udział zostały zatopione. Francuzi poprzez samozatopienie statków, okrętów oraz doku pływającego zablokowali port, który przez następne kilka miesięcy nie był w pełni drożny. Port i miasto główne siły desantowe aliantów zdobyły dwa dni później. Podobną operacją była przeprowadzoną w tym samym dniu operacja Terminal – desant na port w Algierze.

## Geneza i plany
W ramach operacji Torch siły amerykańsko-brytyjskie zamierzały desantować swoje wojska jednocześnie w Maroku i Algierii (wówczas koloniach francuskich lojalnych wobec rządu Vichy), w celu zabezpieczenia w Afryce wybrzeża atlantyckiego i zachodniej części wybrzeża Morza Śródziemnego oraz stworzenia dogodnej bazy wypadowej do operacji przeciwko siłom niemieckim i włoskim w Tunezji i Libii. Siły inwazyjne zamierzano desantować bezpośrednio na plaże, ale dla zaopatrzenia wojsk – szczególnie w pierwszych tygodniach ataku, oraz szybkiego wyładunku sił pancernych, kluczowe było zdobycie portów. Jednym z nich był Oran – najbardziej na zachód wysunięty duży port Algierii. Na wschód i zachód od niego, w trzech miejscach, miały atakować siły Grupy Operacyjnej Centrum operacji Torch. Sam port miał być zabezpieczony przez specjalne siły uderzeniowe równolegle z główną operacją.
W Torch dowódcą sił ekspedycyjnych z ramienia marynarki wojennej mianowany został brytyjski admirał Andrew Cunningham (dotychczas brytyjski przedstawiciel marynarki wojennej w USA), do którego do Waszyngtonu, na początku września 1942 roku udał się jego zastępca do spraw operacji desantowych, brytyjski admirał Bertram Ramsay. 20 września obaj wylecieli do Londynu, gdzie Cunningham planował zostać tydzień przed powrotem do USA. Jeszcze przed podróżą do Cunninghama, Ramsay nakazał swojemu sztabowi naszkicowanie planu desantu w Oranie i innych portach-celach operacji Torch. Około 12 września do komórki zajmującej się planowaniem Torch wezwany został amerykański kontradmirał Andrew Bennett, który miał zająć się Oranem i dwoma mniejszymi portami w jego rejonie. We współpracy ze sztabem Ramseya przedstawiciele Benneta zaplanowali rozłożoną na trzy fazy operację. Pierwsza faza zakładała desantowanie w Arziw (mały port na wschód od Oranu) sił marynarki wojennej do zabezpieczenia portu, wspartych 1. batalionem Rangersów. Po zabezpieczeniu portu, w samym Arziw i w położonym na zachód od Oranu Les Andalouses miały następnie wylądować główne siły w postaci amerykańskiej 1 Dywizji Piechoty wzmocnionej siłami wielkości brygady z amerykańskiej 1 Dywizji Pancernej. Faza druga zakładała ulokowanie w Oranie kwatery dowodzenia Benneta wraz z jednostkami zwiadu po tym, jak siły 1 Dywizji Piechoty zmuszą miasto do kapitulacji. W ostatniej, trzeciej fazie, zabezpieczony miał być leżący kilka kilometrów na zachód od Oranu mały port Al-Marsa al-Kabir.
Bennett zakładał, że w przeciwieństwie do Arziw czy Al-Marsa al-Kabir, których przejęcie zakładano w nieuszkodzonym stanie, w Oranie plany te mogą pokrzyżować Francuzi. Port w Oranie osłaniany był od strony morza na całej swojej długości przez biegnący ukośnie z zachodu na północny wschód ponad 2700-metrowy falochron. Na wschodnim krańcu portu, gdzie w morze wychodził mniejszy falochron, znajdowało się też jedyne wejście do portu, o szerokości około 150 metrów. Na co dzień wejście do portu było przegrodzone tymczasową zagrodą bonową w postaci dwóch rzędów starych barek węglowych połączonych linami. Zamknięte falochronami akwatorium portu miało ok. 730 metrów w najszerszym miejscu. Akwatorium było podzielone przez cztery nabrzeża na baseny portowe. Wejścia do kolejnych basenów (patrząc od wejścia portu) były coraz węższe, a ostatnie miało zaledwie ok. 70 metrów szerokości. Wywiad brytyjski oszacował, że francuscy marynarze stacjonujący w Oranie będą potrzebować zaledwie trzech godzin, aby poprzez samozatopienie frachtowców zablokować port. Dodatkowo w porcie znajdował się (oprócz trzech mniejszych) duży dok pływający o wyporności 25 000 ton (tzw. Grand Dock), który w ciągu dodatkowych 12 godzin mógł być zatopiony w samym wejściu do portu, uniemożliwiając wpłynięcie jakiemukolwiek statkowi. Dodatkowo odcinek wybrzeża afrykańskiego od Al-Marsa al-Kabir do Arziw broniony był przez trzynaście baterii nadbrzeżnych obsadzonych przez cztery tysiące żołnierzy, a samego portu strzegł mały Fort Lamoune. Mając to na uwadze, Bennett zakładał zdobycie Oranu w kilka dni po rozpoczęciu całej operacji.
W międzyczasie, w trakcie prac Ramsaya i Bennetta, do Londynu przyleciał Cunningham, który gdy wreszcie zapoznał się z planem, mocno zaoponował przeciw zakładanej zwłoce, która mogłaby dać czas na sabotaż portu przez Francuzów. W ciągu dwunastu dni przed ponownym wylotem do USA, Cunningham zrewidował plany i zdecydował się na atak na Oran siłami amerykańskiego batalionu piechoty już pierwszego dnia operacji Torch. Decyzję swoją tłumaczył szczególną istotnością zachowania instalacji portowych w stanie nietkniętym. Do przedstawienia planu tej specjalnej operacji Cunningham wyznaczył brytyjskiego komandora Fredericka Thorntona Petersa. Peters, niezadowolony ze swojej roli tylko planisty, po swoim skutecznym lobbingu został później także mianowany dowódcą całej operacji. Bennett nie był świadom zmian poczynionych przez Cunninghama i dopiero 6 października dowiedział się, że bezpośrednim celem operacji, teraz oficjalnie nazwanej Reservist, ma być zabezpieczenie portu przed sabotażem ze strony francuskiej. 9 października otrzymał on także oficjalną dyrektywę głównodowodzącego operacją Torch generała Dwighta Eisenhowera w sprawie wydzielenia do operacji stosownych sił US Navy.
Peters, świadom preferencji Cunninghama odnośnie do bezpośredniego ataku, zaplanował działania w sile około jednego batalionu żołnierzy piechoty wraz z siłami marynarki oraz piechoty morskiej do zabezpieczenia portu, przetransportowanych do Oranu na pokładzie dwóch slupów typu Banff – byłych okrętów Amerykańskiej Straży Przybrzeżnej, wydzierżawionych w ramach programu Lend-Lease i pływających pod banderą brytyjską. Piechota miała zdobyć Fort Lamoune oraz baterię nadbrzeżną na Ravin Blanc, a pozostałe elementy miały zabezpieczyć port, ze szczególnym uwzględnieniem frachtowców, by zapobiec ich samozatopieniu. By zapewnić sobie ewentualne przyjazne przyjęcie przez siły Vichy (których lojalności co do rządu, jak i potencjalnej możliwości przejścia na stronę aliantów nie można było precyzyjnie ocenić), trzon grupy miały tworzyć wojska amerykańskie, a siły brytyjskie miały działać pod amerykańskimi barwami (stąd wybór byłych okrętów amerykańskich). Chciano w ten sposób zminimalizować wpływ historycznej antypatii pomiędzy Francją a Wielką Brytanią, powiększonej przez niedawne operacje brytyjskie przeciw flocie francuskiej (Catapult, Menace, Exporter, Ironclad). Nie zwrócono jednak uwagi na to, że w nocy rozpoznanie dokładnej tożsamości atakujących może być utrudnione. Fakt ten Winston Churchill, po katastrofie rajdu na Dieppe od początku sceptycznie nastawiony do planu, skwitował powiedzonkiem: In the night, all cats are grey (pol. W nocy wszystkie koty są szare). Okręty brytyjskie przewidziane do operacji, wskutek nalegań załóg, prócz wielkiej flagi USA płynęły także pod własną banderą. Do sił włączono specjalistów z brytyjskiego Special Boat Service, którzy działając na pokładzie sześciu składanych kajaków uzbrojonych w mobilne miny morskie, mieli za zadanie zniszczenie zagrody bonowej. Plan Petersa zakładał zdobycie niszczyciela „Épervier”, którego alianci spodziewali się w Oranie, przez specjalnie wyszkoloną grupę abordażową. Grupa miała wskoczyć na pokład francuskiego okrętu z jednego ze slupów, który miał zacumować „burta-w-burtę” obok, po uprzednim zneutralizowaniu oporu ogniem z broni automatycznej. Plan nie przewidywał zdobycia żadnego innego okrętu.
Odmiennie niż Bennet, Peters proponował, by operacja przeciwko Oranowi rozpoczęła się jednocześnie z głównym desantem na plażach wokół miasta (o 1:00 w nocy, godzina „H”+15 minut), jednak Cunningham nakazał jej przesunięcie o dwie godziny, zapewniając sobie możliwość jej odwołania w razie zdecydowanego oporu sił Vichy, jednak wspominał, że nie wierzy, by Francuzi stawiali zbyt duży opór. Ogólnie nie zakładano silnego oporu ze strony garnizonu portu, ignorując doniesienia o przebywających tam licznych francuskich okrętach, które mogły wspierać obrońców ogniem z dużego dystansu. W celu uzyskania zaskoczenia nie planowano przygotowania artyleryjskiego (Peters proponował jawny atak z użyciem całej dostępnej artylerii), ani wsparcia lotniczego, które mogłoby sparaliżować poczynania obrońców na czas niezbędny do wyładowania sił. Brytyjska Royal Navy utrzymywała, że operacja ma mieć charakter bardziej dywersyjny, niż być czołowym atakiem, z czym jednak nie zgadzało się wielu innych wojskowych. 14 października Eisenhower wydał oficjalny aneks do planów Grupy Operacyjnej Centrum operacji Torch, w którym podkreślił, żeby zdobyć Oran przy pierwszej nadarzającej się okazji z zamiarem przeciwdziałania zniszczeniu instalacji portowych. Aneks nakazywał wykonanie tego planu w pierwszym dniu operacji, a szczegóły i wyznaczenie konkretnego czasu delegował na Cunninghama.
Kadm. Bennett był przeciwnikiem tak zarysowanej operacji. Protestował on przed Cunninghamem i komodorem Thomasem H. Troubridgem (jeden z dowódców w Torch), argumentując, że przy założeniu oporu marynarki francuskiej, co należałoby uznać za pewnik, do realizacji zadania nie wystarczą siły nawet pięciokrotnie większe, a skromne siły operacji Reservist wkraczające do akcji już dwie godziny po godzinie „H”, zostaną zniszczone, zanim desantująca armia zdąży zdobyć miasto. Stąd wydawanie oficjalnych rozkazów odnośnie do operacji opóźniało się, dopóki Cunningham nie powrócił do Anglii i nie delegował do tego zadania swoich własnych czterech planistów. Zanegował on w ten sposób wpływ Ramsaya i Benetta na kształt operacji, a także upewnił się, że każda operacja prowadzona pod jego egidą ma jego osobisty wkład. Nie mogąc przekonać Cunninghama, Bennet 17 października wysłał list protestacyjny do Eisenhowera, w którym zgodził się założeniami Torch odnośnie do Oranu, ale krytykował plan frontalnego uderzenia już w dwie godziny po „H”. Eisenhower, zajęty planowaniem całej operacji Torch, zlecił zajęcie się tą sprawa Cunninghamowi, który niezadowolony z kwestionowania swoich rozkazów za swoimi plecami, niemniej jednak dał Troubridge’owi wolną rękę w wyborze dokładnego czasu przeprowadzenia ataku. Ostatecznie godzina rozpoczęcia operacji pozostała bez zmian.
Plan krytykowali także niektórzy brytyjscy dowódcy, inny amerykański admirał Bernhard Bieri oraz generał Orlando Ward – dowodzący 1 Dywizją Pancerną, której siły zostały przydzielone do operacji. Eisenhower odrzucał jednak wszelkie protesty, powołując się na dobro współpracy z Brytyjczykami. Główny zwolennik operacji, brytyjski admirał Bertram Ramsay, argumentował, że bez względu na założenia militarne, taka operacja będzie dobra dla ducha żołnierzy, a w przypadku powodzenia wspaniale wzmocni morale. Wspierał go także Mark Wayne Clark ze sztabu amerykańskiego.

## Siły

### Alianci

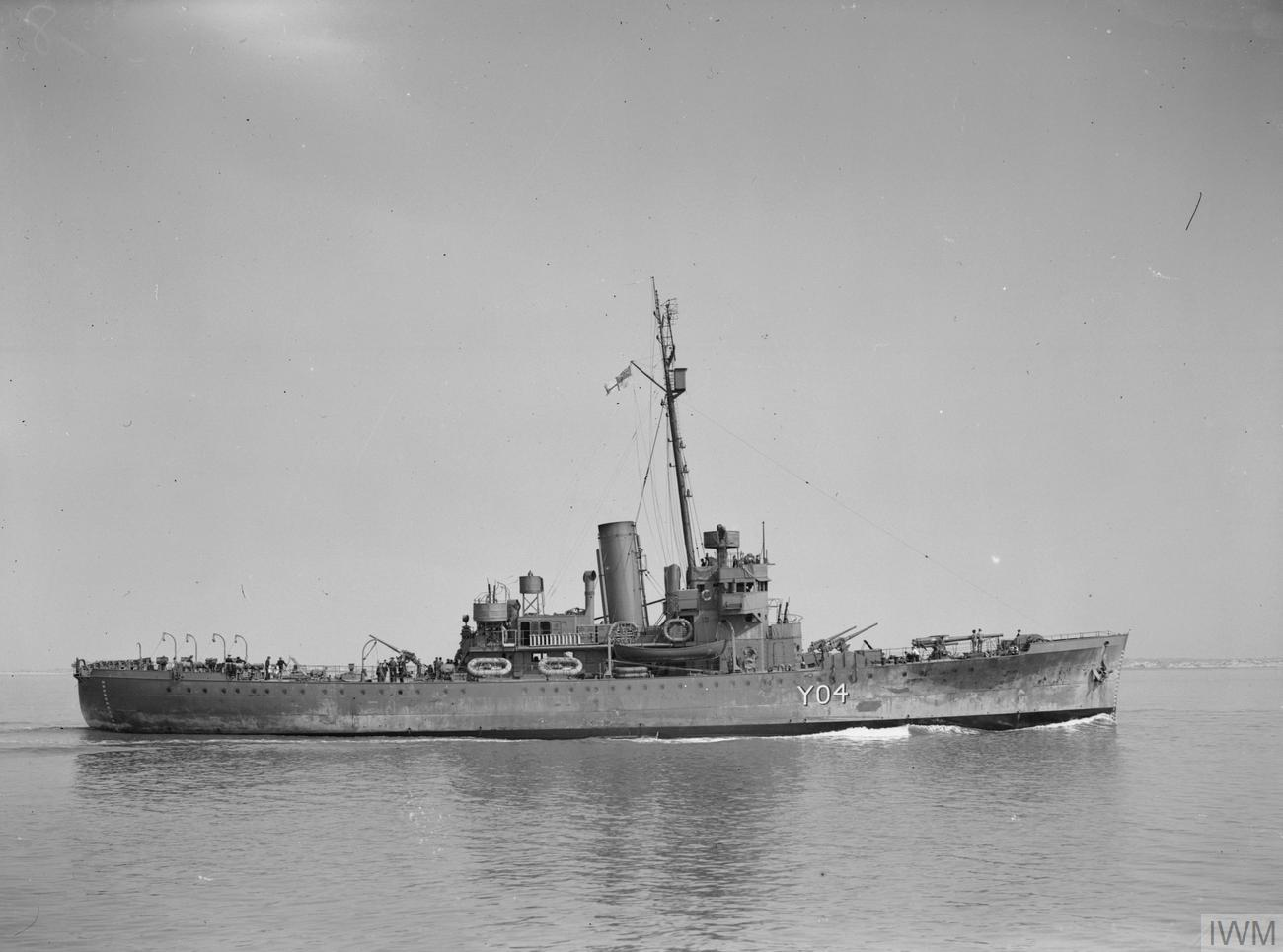
HMS „Walney” (okręt bliźniaczy HMS „Hartland”)

Do transportu sił i wsparcia operacji wybrano dwa slupy typu Banff: HMS „Walney” (dowódca Peter C. Meyrick) i HMS „Hartland” (dowódca Godfrey P. Billot). Były to średniej wielkości, powolne i względnie słabo uzbrojone jednostki (każdy okręt w trzy armaty kalibru 76 mm i dodatkowo „Walney” w armatę kal. 127 mm, a „Hartland” kal. 102 mm), których mostki osłonięto prowizorycznie blachami pancernymi. Siły osłaniały dwa kutry motorowe ML-480 i ML-483 typu Fairmile B, odpowiedzialne za postawienie zasłony dymnej.
Desant w porcie miało przeprowadzić 392 amerykańskich żołnierzy 3. batalionu 6 Pułku Piechoty Zmotoryzowanej 1 Dywizji Pancernej pod dowództwem podpułkownika George’a F. Marshalla. Była to specjalna grupa zadaniowa zbudowana wokół kompanii G oraz H, wzmocnionych dodatkowym plutonem z kompanii I każda.
Do operacji przydzielono także specjalistów w działaniach przeciwsabotażowych i specjalistów portowych, włączając w to sześciu żołnierzy US Marines oraz 26 oficerów i marynarzy US Navy pod dowództwem Amerykanina, kapitana G.D. Dickeya oraz 52 oficerów oraz marynarzy Royal Navy. Dodatkowo w skład sił wchodziło 12 operatorów ze Special Boat Service (SBS), którzy stanowili załogę sześciu składanych kajaków uzbrojonych w mobilne miny morskie. Trzy sekcje pod dowództwem kapitana Harolda V. Holden-White’a zaokrętowano na „Walneyu”, a pozostał trzy pod dowództwem porucznika E.J.A. Lunna na „Hartlandzie”.
Całością działań dowodził brytyjski oficer komandor Frederick Thornton Peters.

### Vichy
W Oranie alianci spodziewali się obecności niszczyciela typu Aigle „Épervier” oraz co najmniej siedmiu okrętów podwodnych i pięciu trałowców. W rzeczywistości, od 1 października w Oranie stacjonował 7 Dywizjon Niszczycieli pod dowództwem wadm. André Rioulta, w skład którego wchodziły trzy niszczyciele typu Bourrasque: „Typhon”, „Tornade” i „Tramontane”. Dodatkowo w porcie remont przechodził niszczyciel „Épervier” oraz bazowało siedem okrętów podwodnych („Diane”, „Ariane”, „Céres”, „Pallas”, „Actéon”, „Argonaute”, „Fresnel”, a w doku pływającym znajdował się jeszcze jeden – „Danaé”), pięć patrolowców, kilka trałowców (w tym awizo-trałowiec „La Surprise”) oraz tuzin i więcej frachtowców. Z powodu rotacji okrętów wojennych wychodzących na służbę konwojową, a także ciągłych zmian miejsca kotwiczenia w porcie, alianci nie byli w stanie dokładnie określić ich liczby oraz lokalizacji. Portu bronił też Fort Lamoune, położony na niewielkim przylądku.

## Przygotowania
6 października „Walney” i „Hartland” zostały odłączone od konwoju SL-122 w trasie z Freetown do Liverpoolu i 13 października przybyły do Londonderry, gdzie zaczęto ich przystosowanie do operacji.
Po rewizji sił dostępnych do operacji i wyborze batalionu płk. Marshalla, 9 października jednostka zaczęła intensywny trening obejmujący taktykę działań komandosów, pokonywanie przeszkód pionowych, walkę wręcz, na bagnety czy ostre strzelanie. 17 października jednostka przelokowała się z Irlandii Północnej do szkockiego Rosneath, gdzie podjęła wspólny trening z innymi elementami sił przeznaczonych do operacji.
23 października oba slupy wraz z operatorami z SBS i żołnierzami kpt. Dickeya na pokładzie „Hartlanda” wypłynęły do Gibraltaru. Dzień później, na pokładzie parowca „Leinster”, wypłynął w tym kierunku batalion Marshalla, gdzie miał dotrzeć 12 dni później. 6 listopada o 22:30 w Gibraltarze przeładowano żołnierzy Marshalla na pokłady „Walneya” i „Hartlanda”, podczas czego „Walney” wpłynął na płyciznę podczas zmiany kotwicowiska. Peters zarządził transfer sił na wezwany w tym celu niszczyciel, ale po konsultacji z głównym mechanikiem „Walneya”, który zapewnił, że okręt nie jest tak bardzo uszkodzony, by przenosić siły, rozkaz został odwołany. Do zespołu dołączyły też dwa kutry motorowe, po czym wyruszył on w rejs w kierunku celów operacji Torch, spotykając się po drodze z jednostkami płynącymi prosto z Anglii. 7 listopada żołnierze spędzili na pokładzie okrętów, gdzie zorganizowano odprawę przed operacją i wszyscy zapoznali się ze swoimi zadaniami. „Walney” i „Hartland” popłynęły w kierunku Oranu po odłączeniu się od eskortowanej przez siebie Grupy „5” Grupy Operacyjnej Centrum operacji Torch, skierowanej na plażę „Z” niedaleko Arziw.

## Przebieg

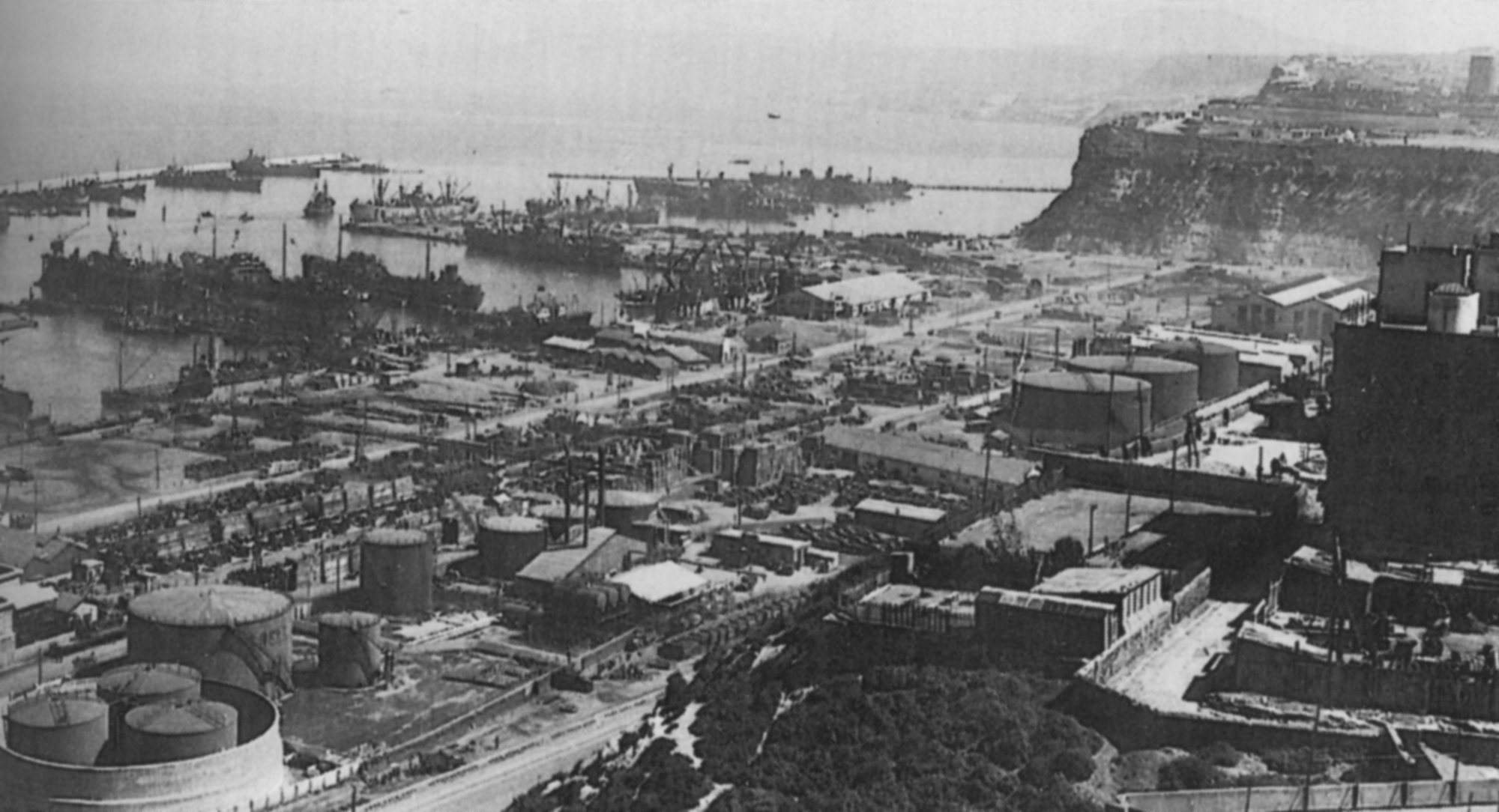
Port w Oranie sfotografowany sześć miesięcy po operacji Reservist. Wejście do portu widoczne w lewej górnej części zdjęcia i górujące nad nim po prawej wzgórza Ravin Blanc.

Minutę po północy 8 listopada okręty rozpoczęły podejście do portu. „Walney” płynął przodem z prędkością 6 węzłów, ok. 600 metrów za nim podążał „Hartland”. Kutry motorowe zajęły pozycje bliżej lądu. Żołnierze przygotowani do akcji, w kamuflażu i ze zgromadzoną amunicją, stali na górnych pokładach.
O 1:16 rozpoczął się desant na Arziw, a chwilę przed 2:00 na stanowiska bojowe wezwano marynarzy na pokładzie „Tramontane”. Gdy francuskie dowództwo potwierdziło lądowanie sił w Arziw, zarządziło gotowość do wypłynięcia w morze wszystkim stacjonującym w Oranie okrętom. O 2:30, obserwator na „Walneyu” zobaczył statek nadający komunikat „De Alerte” wraz z sygnałem „DCA”. Około 15 minut później, Oran zaciemniono, a w mieście rozbrzmiały syreny alarmów przeciwlotniczych.
O 2:50 odebrano wiadomość radiową z okrętu dowodzenia HMS „Largs”, że desant Grupy Operacyjnej Centrum rozpoczął się, nie napotyka oporu i żeby nie wszczynać bitwy bez potrzeby. Pięć minut później, o 2:55, szperacz z Fortu Lamoune na chwilę oświetlił „Walneya”, po czym zgasł, a następnie w kierunku okrętu poleciała seria pocisków smugowych z karabinu maszynowego. Kapitan Peters wydał wtedy rozkaz, by ML-480 zaczął stawianie zasłony dymnej. Po chwili też i „Hartland” znalazł się pod ostrzałem i w celu jego ochrony zasłonę dymną zaczął stawiać także ML-483. Oba okręty zawróciły następnie w kierunku otwartego morza, by uniknąć francuskiego ognia. Po chwili, Peters wydał Meyrickowi rozkaz powrotu i tym samym zdecydował o kontynuowaniu operacji.
O 3:00 stojący na mostku „Walneya” por. Paul Duncan, przez megafon wezwał Oran, po francusku z amerykańskim akcentem, do zaniechania oporu, gdyż nadpływają Amerykanie i są przyjaciółmi. W odpowiedzi posterunek Môle Ravin Blanc i Fort Lamoune skierowały na okręt ogień karabinów maszynowych i dział, zabijając Duncana. Ostrzał nie został wstrzymany, ani się nie zmniejszył – prawdopodobnie Francuzi albo nie usłyszeli komunikatu, albo w niego nie uwierzyli. „Walney” rozpędził się do 15 węzłów i przygotował do taranowania zagrody bonowej. W zamieszaniu, ML-480 wpłynął w zewnętrzną linię zagrody, a chcący uniknąć z nim kolizji i dodatkowo duszący się we własnej zasłonie dymnej ML-483 ratował się gwałtownym skrętem w prawo, co doprowadziło do jego zderzenia z „Walneyem”. Nikomu nic się nie stało, ale mniejsza jednostka z uszkodzonym kadłubem wycofała się z operacji. Chwilę później, około 3:05, „Walney” bez większego problemu przebił się przez zagrodę i wpłynął do portu.
W tym czasie francuski ogień przeniósł się na „Hartlanda”. Wykorzystując sytuację, za pomocą trzech lekkich łodzi „Walney” rozpoczął desantowanie sił. Podpułkownik Marshall rozkazał ludziom spuszczenie ich na wodę i zdobycie nabrzeża. Kilka minut później jedna z łodzi została podziurawiona kulami i przewróciła się. Żołnierze na pozostałych dwóch wiosłowali pod ogniem w kierunku brzegu. Sam okręt pozostawał pod ogniem zamontowanych na nabrzeżach portu kilku dział przeciwlotniczych, ale postawiona zasłona dymna, mimo że zdryfowała na zachód, równolegle do kursu okrętu, utrudniała celowanie i zniszczenia ograniczyły się do systemów komunikacyjnych między pomieszczeniami rufowymi a mostkiem. Okręt kontynuował rejs w głąb portu, a jego dowódca nakazał drużynom abordażowym przygotować się do akcji. Plan zakładał zdobycie francuskiego niszczyciela „Épervier” przez dwie drużyny – w skład każdej wchodziło 7 Brytyjczyków, w tym oficer dowodzący, oraz 7 Amerykanów – którzy na pokład zeskoczyliby z wyciągniętych poza burtę szalup ratunkowych, po tym jak „Walney” przyciągnąłby się do „Éperviera” za pomocą kabestanów i zaczepionych haków z linami. Drużyny byłyby osłaniane granatami rzucanymi z pokładu „Walneya”.
Jednak „Walney” natknął się na rozpędzające się właśnie francuskie awizo „La Surprise”, które Peters nakazał staranować. Francuski okręt zdołał uniknąć kolizji, o metry mijając „Walneya”, ale także nie rozpoczynając ostrzału. Płynącego dalej wolno „Walneya” napotkał odchodzący od nabrzeża niszczyciel „Tornade”, który z bliskiej odległości oddał salwę burtową, trafiając dwoma pociskami, powodując duże straty w ludziach oraz niszcząc zbiorniki oleju smarowniczego. „Walney” miał tylko kilka minut, zanim jego napęd przestałby działać. „Tornade” kontynuował kurs w kierunku wyjścia z portu. „Walney” znalazł się następnie w zasięgu „Éperviera” oraz „Tramontane”, które otworzyły ogień. „Walney” odpowiedział pojedynczym strzałem, niemalże trafiając „Éperviera”. Jednocześnie trafiły go pociski z „Tramontane”, niszcząc mesę, kabinę kapitana, pomieszczenie sterowe i mostek. Na mostku zginęli wszyscy, w tym sternik, a ranni zostali Peters, korespondent wojenny Leo Disher i porucznik Cole. Tylko Peters i Disher zdołali uciec z płonącego pomieszczenia. „Épervier” trafił także w maszynownię, gdzie zginęła większość obsługi i co unieruchomiło silniki. Ostrzał spowodował ciężkie straty wśród zgromadzonych na pokładzie żołnierzy. Odpowiadali oni ogniem pistoletów maszynowych Thompson. „Épervier” chciał oświetlić pokład „Walneya”, ale reflektory zniszczyła celna seria rufowych działek przeciwlotniczych broniącego się okrętu. Dryfujący „Walney” zbliżył się do „Éperviera”, który wraz z „Tramontane” musiał wstrzymać ogień głównej artylerii, bo mógłby uszkodzić instalacje portowe. Do akcji włączyły się za to działka przeciwlotnicze obu okrętów oraz dwa stojące na cumach okręty podwodne. „Walney” odpowiedział ogniem, który podziurawił mostek i centrum kontroli ognia „Éperviera” oraz ranił sześciu francuskich marynarzy i jednego oficera obsługujących działa dziobowe i przeciwlotnicze na pokładzie „Tramontane”.
Ocalali żołnierze z „Walneya” za pomocą zmodyfikowanego miotacza bomb głębinowych zaczepili liny abordażowe o kominy „Éperviera”, ale z powodu braku zasilania nie mogli uruchomić kabestanów i przyciągnąć okrętu. Udało się także zaczepić liny o nabrzeże portowe, ale wówczas ranna lub zabita była już większość żołnierzy z drużyn abordażowych. Zginął także dowódca „Walneya” kapitan Meyrick oraz podpułkownik Marshall, który ze swoimi ludźmi starał się obrzucić francuski okręt granatami. Wobec zniszczenia lub uszkodzenia wszystkich dział, straty ponad połowy załogi i pożaru na okręcie, jedyny ocalały oficer z załogi – porucznik Wallace Moseley (wg innego źródła był to porucznik Dempsey) – rozkazał uzbroić znajdujące się na pokładzie bomby głębinowe, po czym nakazał opuszczenie jednostki. Z okrętu zdołało się ewakuować kilkunastu ludzi, w tym Peters, i wielokrotnie ranny Leo Disher. Wszyscy dostali się do francuskiej niewoli.

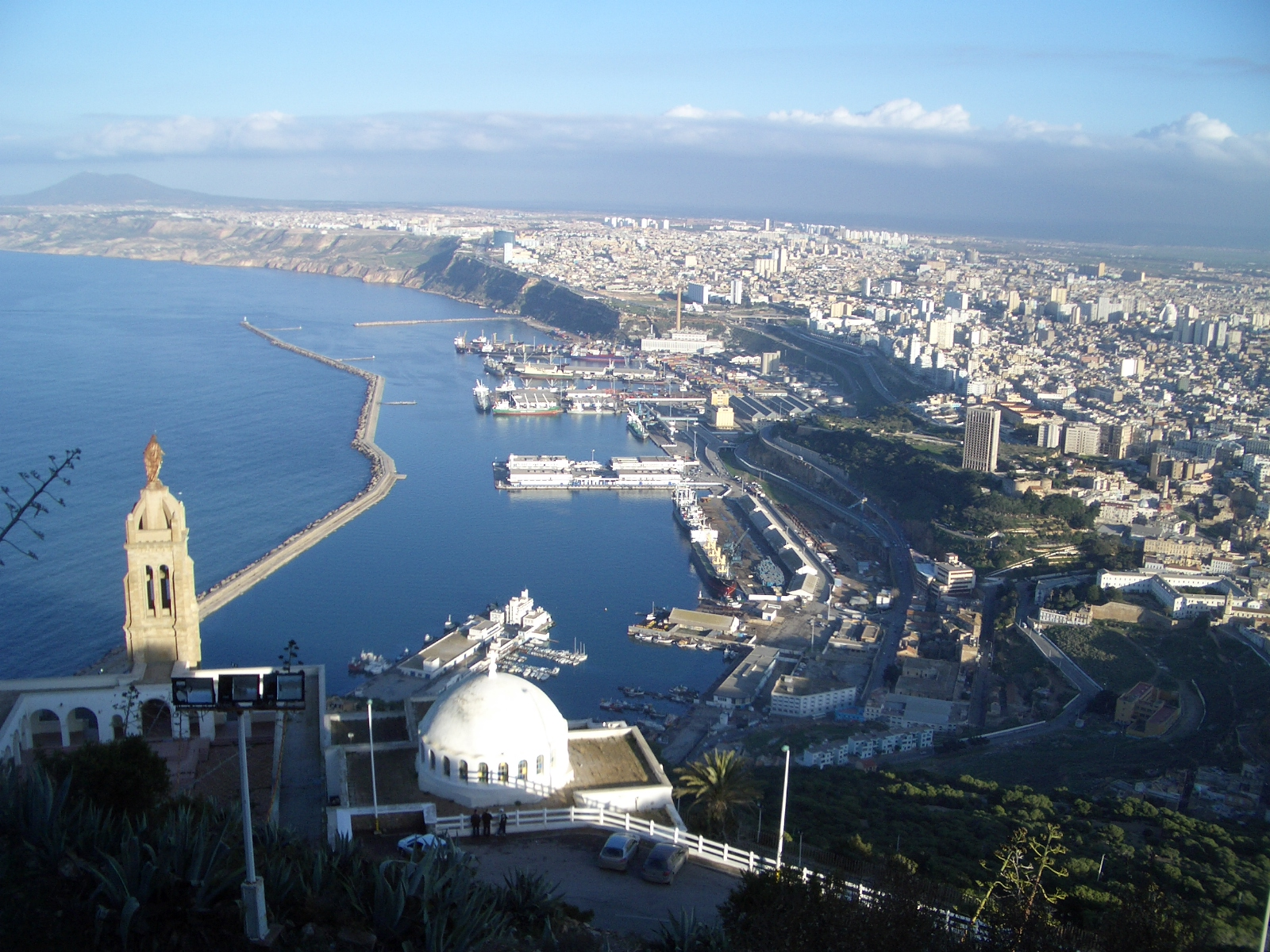
Port w Oranie – widok obecny, z góry nad miastem

„Hartland”, który płynął pięć minut za „Walneyem”, z powodu opóźnienia nie mógł skorzystać z zasłony dymnej stawianej przez kutry motorowe. Skupiło to na nim gwałtowny ogień z baterii nabrzeżnych, z Fortu Lamoune, a także z jednego z niszczycieli. Okręt próbował odpowiedzieć ogniem swych dział, ale zdążył wystrzelić zaledwie trzy razy, zanim ich obsługa została zabita. Mimo że oświetlające go reflektory zostały zniszczone przez znajdujący się około 5,5 km dalej brytyjski krążownik „Aurora”, Francuzi zdołali jeszcze kilka razy trafić okręt. Odłamki uszkodziły przewody parowe, zmniejszając prędkość jednostki, oraz tymczasowo oślepiły jej kapitana. W rezultacie okręt o dwa metry minął wejście do portu i uderzył w falochron. „Hartland” wydostał się jednak z płycizny i wszedł do portu za drugim podejściem, około pięć minut później. Ostrzał podziurawił także lekkie łodzie, przygotowywane do desantu przez ich obsługę.
Mimo ostrzału „Hartland” zdołał przepłynąć koło Môle Ravin Blanc i dostać się do basenu portowego. Gdy mijał niszczyciela „Typhon”, ten z zaledwie 30 metrów oddał pełną salwę ze swoich dział. Jeden z pocisków eksplodował pod pokładem, gdzie zgromadzony był oddział desantowy. Ci którzy przeżyli, w tym kilku nieprzytomnych, zostało ewakuowanych na pokład, na którym skupiony był jednak ogień karabinów maszynowych. Z „Hartlanda” w kierunku „Typhona” kilku ludzi odpowiedziało ogniem karabinów maszynowych BAR. Do ostrzału „Hartlanda” dołączyły także „Tramontane” i „Tornade”. Pociski wywołały pożar na mostku, zniszczyły maszynownię i lazaret. „Tornade” wstrzymał ogień chwilę później, gdy uszkodzony „Hartland” mijał „Typhona”. „Typhon” wstrzymał ostrzał dopiero wtedy, gdy zagrożone nim były własne jednostki. O 4:00 dowódca „Hartlanda” komandor Billot, sam ranny w ramię i obie nogi, rozkazał rzucić kotwicę i opuścić okręt. Z 200 żołnierzy na pokładzie tylko dwóch osiągnęło brzeg ze swoją bronią, gdzie zostali szybko pochwyceni. Niektórzy Francuzi wyławiali rozbitków z pokrytej ropą wody, gdy inni wciąż do nich strzelali.
Dwie łodzie, stanowiące desant z „Walneya”, w tym samym czasie prowadziły równolegle swoje działania. Jedna z nich, pod dowództwem kapitana Holdena-White’a, użyła mobilnej miny morskiej przeciwko „Tornade”, według dowódcy prawdopodobnie go trafiając. W następstwie czy to słabej widzialności, czy starając się uniknąć zagrożenia ze strony łodzi, „Tornade” uderzył w falochron, uszkadzając dziób, po czym ze zredukowaną do 6 węzłów prędkością, opuścił port. Druga łódź nie zdecydowała się na użycie swoich min z obawy przed trafieniem „Hartlanda”.
O 4:45 eksplozja zniszczyła płonącego „Walneya”, który podziurawiony wcześniej ponad 50 pociskami szybko zatonął (wg innego źródła „Walney” wywrócił się dnem do góry i zatonął po eksplozji o 7:00). „Hartland”, po eksplozji na swoim pokładzie o 5:25, palił się do świtu, kiedy również rozerwała go kolejna eksplozja, wskutek której zatonął około 10:00. Wybuch na okręcie uszkodził przy tym także budynki na brzegu.

## Straty i konsekwencje

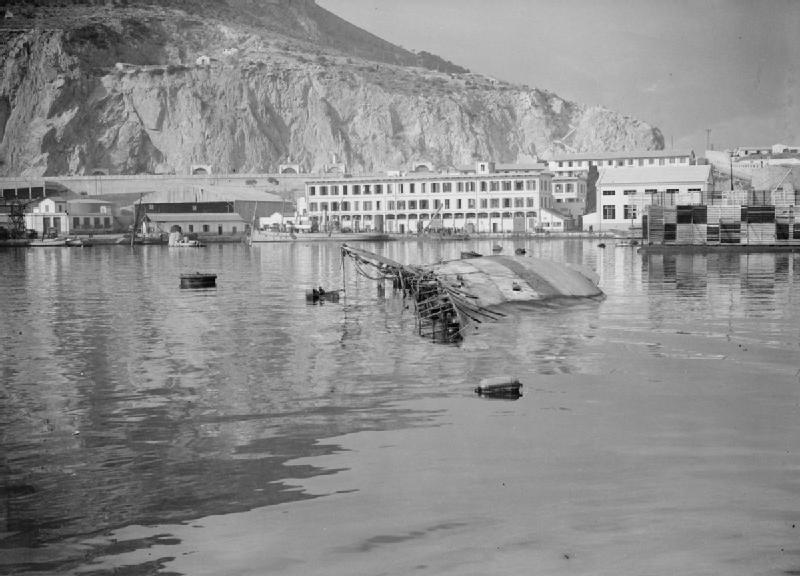
Wrak HMS „Walney” w Oranie. Listopad 1942 r.

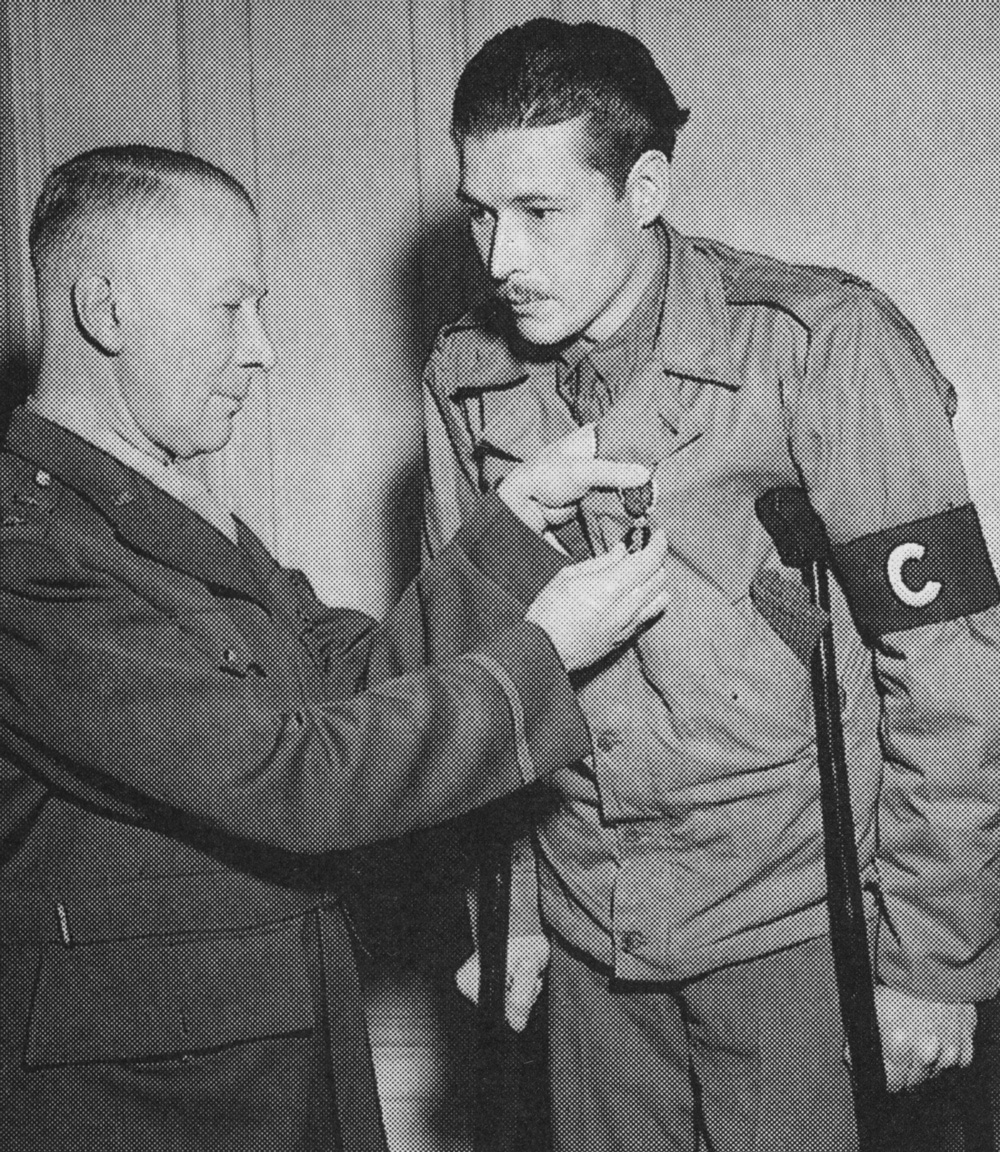
Korespondent wojenny Leo „Bill” Disher otrzymuje Purpurowe Serce z rąk generała Lloyda R. Fredendalla za rany odniesione podczas operacji Reservist. Disher, znajdujący się na „Walneyu”, otrzymał 25 ran: 11 postrzałowych, 14 od odłamków i był autorem późniejszego obszernego sprawozdania z bitwy.

Straty brytyjsko-amerykańskie sięgnęły 90%, z czego połowę stanowili zabici. Szczególnie ucierpiał 3. batalion – zginęło (lub zaginęło) 189 jego żołnierzy i oficerów (w tym Marshall), a 157 zostało rannych. US Navy straciła pięciu zabitych i siedmiu rannych, poległo także dwóch marines (wg innego źródła: dziewięciu członków US Navy i trzech marines zabitych lub rannych).
Oba biorące udział w akcji brytyjskie okręty zostały zniszczone i zatonęły (za wejście okrętów do Oranu Francuzi po operacji nawet wezwali Brytyjczyków do uiszczenia wymaganych przez lokalne prawo opłat portowych). Na „Walneyu” zginęło 79 marynarzy, a na „Hartlandzie” 33 z jego 95 osobowej załogi. W sumie Royal Navy straciła 113 zabitych (112) i 86 rannych.
Rozbitkowie z obu okrętów oraz około 40 żołnierzy z „Walneya”, którzy zdołali dokonać desantu, zostali wzięci do francuskiej niewoli. Osadzono ich w cywilnym, a następnie wojskowym więzieniu w Oranie. Zostali wyzwoleni 10 listopada, gdy miasto po ostrzale z morza zdobyły główne siły desantowe aliantów. Ciała poległych zostały pochowane na wzgórzu za miastem. 29 z nich pozostało niezidentyfikowanych. Ciał wielu, w tym ciała George’a Marshalla, nigdy nie odnaleziono.
Misja zabezpieczenia portu zakończyła się całkowitą klęską. Następnego dnia, w obliczu nadciągających sił alianckich okrążających Oran, Francuzi zatopili w porcie 27 frachtowców, pięć okrętów podwodnych („Diane”, „Ariane”, „Céres”, „Pallas” i utracony wraz z dokiem pływającym „Danaé”), a także wszystkie trzy doki pływające, w tym Grand Dock (wg innego źródła w porcie, w dniu jego zdobycia, w sumie zalegało 25 wraków, w tym oba okręty brytyjskie, i 3 doki pływające). Ten ostatni, zanim podniesiono go z dna, zablokował wejście do portu na dwa miesiące. Dwa doki i wraki dziewięciu frachtowców usunięto do 9 grudnia, a wszystkie przeszkody usunięto do stycznia 1943 roku, w czym udział mieli sami Francuzi, którzy natychmiast po operacji oddelegowali do dyspozycji kadm. Bennetta swoje środki.
Francuskie okręty wojenne opuściły Oran, ale na otwartym morzu zostały z łatwością przechwycone przez przeważające siły Royal Navy. 8 listopada zatopiony został „La Surprise”, a uszkodzone „Tornade i „Tramontane” wpłynęły na płytkie wody. Tego dnia uratował się tylko „Typhon”, aczkolwiek uszkodzony. 9 listopada, razem z „Épervier” podjął on kolejną próbę ucieczki z portu, w wyniku której uszkodzony „Épervier” został osadzony na płyciźnie, a „Typhon” po powrocie do Oranu został samozatopiony przy podejściu do portu. Z Oranu próbowały również uciekać trzy okręty podwodne. „Actéon” i „Argonaute” zostały zatopione przez Brytyjczyków, a do Tulonu zdołał się przebić tylko „Fresnel”.
W sporządzonej zaraz po operacji ocenie, biorący w niej udział porucznik Moseley stwierdził, że mogłaby się ona zakończyć powodzeniem, gdyby do jej przeprowadzenia wyznaczono dwa nowoczesne niszczyciele, ale cele mogłyby być osiągnięte nawet przez oba biorące w niej udział slupy, gdyby tylko rozpoczęły one działania 2 godziny wcześniej. Będący pod krytyką oficerów amerykańskich Cunningham, w raporcie z operacji Torch wymijająco pisał, że Reservist miał zostać rozpoczęty tuż przed poddaniem się bądź zdobyciem portu, celem zabezpieczenia instalacji portowych, oraz że czas rozpoczęcia operacji był wyjątkowo niefortunny, gdyż Francuzi znajdowali się wtedy w szczególnym ferworze walki, poderwani pierwszymi alarmami, a nie przestraszeni jeszcze ostrzałem czy bombardowaniem, oraz że ciemność utrudniła im rozpoznanie Amerykanów. Pod pozorem uniknięcia pogorszenia napiętych stosunków z Francuzami, Eisenhower utrzymał dokładny przebieg tej i innych operacji podczas Torch w tajemnicy, a do zachowania ciszy w tej sprawie nawoływał także Cunningham.
Brytyjscy sztabowcy zaangażowani w planowanie operacji otrzymali oficjalne pochwały, a Frederick T. Peters został odznaczony Krzyżem Wiktorii oraz amerykańskim Krzyżem za Wybitną Służbę. Pięć dni po zakończeniu operacji, wracając z Gibraltaru do Anglii, zginął on w wypadku lotniczym niedaleko Plymouth. W raporcie przesłanym do dowództwa dywizji, żołnierze amerykańskiego batalionu byli rekomendowani do Medalu Honoru i siedmiu Srebrnych Gwiazd, ale po wielu dyskusjach, w batalionie przyznano w sumie siedem Krzyży Wybitnej Służby, w tym pośmiertny dla Marshalla. Szczegółowe uzasadnienia utrzymano w tajemnicy.
Eisenhower dużo później, na zebraniu Połączonych Szefów Sztabów (Combined Chiefs of Staff), wziął na siebie winę za niepowodzenie operacji. Nie wyciągnięto wobec niego żadnych konsekwencji. Rozwścieczyło to Bennetta, który podtrzymywał głośną krytykę. Eisenhower otwarcie zapowiedział, że doprowadzi, by go usunięto; w rezultacie w lutym 1943 roku Bennett został oddelegowany na Islandię. Jakiekolwiek inne konsekwencje, czy to symboliczne, czy prawdziwe, były wyciągnięte tylko wobec dowódców amerykańskich, gdyż brytyjska kultura akceptowała okupienie fiaska operacji szczególną walecznością uczestników.

## Historiografia
Aż do roku 1972, kiedy to admiralicja brytyjska odtajniła dane, nie było możliwe sporządzenie kompletnego opisu przebiegu operacji.
W czasie wojny o operacji wspomniały niektóre gazety. 9 listopada 1942 roku „New York Times” opisywał błyskawiczny postęp wojsk amerykańskich podczas lądowań w północnej Afryce i jednocześnie wspomniał o stracie dwóch okrętów w Oranie. Sześć dni później korespondent United Press Phil Ault opisał, że 600 alianckich żołnierzy na pokładzie dwóch okrętów U.S. Coast Guard próbowało zabezpieczyć port i jego instalacje, ale operacja zakończyła się katastrofą, gdy okręty napotkały opór francuskich baterii nadbrzeżnych, lekkiego krążownika oraz zakotwiczonych niszczycieli. Ault nie pisał o stratach, ale tego samego dnia „New York Times” napomknął o ciężkich stratach sił anglo-amerykańskich przy zabezpieczaniu portu w Oranie. W powiązanym artykule poświęconym Leo Disherowi, dziennik napisał o zatopieniu obu okrętów przez baterie nadbrzeżne i wspomniał o tylko jednym ocalałym żołnierzu – kapitanie Petersie. W artykule z następnego dnia gazeta doniosła o śmierci Petersa, wymienionego jako dowódcę jednego z okrętów, w katastrofie lotniczej. Źródłem tej informacji był sam generał Eisenhower, który także powiedział reporterom, że kapitan Peters został przedstawiony do odznaczenia Krzyżem za Wybitną Służbę. Mniej niż miesiąc po wydarzeniach szczegółową relację z przebiegu operacji zdał słuchaczom radia BBC kmdr. por. Tommy Woodroffe.
Po wojnie wspomnienia i szczegóły operacji ukazywały się nieregularnie. W wydanej w 1945 roku książce kmdr. Kennetha Edwardsa Seven Sailors, która zawierała biografie siedmiu oficerów Royal Navy służących podczas II wojny światowej, przedstawiona jest sylwetka komodora Thomasa H. Troubridge’a, jednego z dowódców w operacji Torch, oraz zawarte są pewne, nieopisane nigdzie indziej, szczegóły operacji Reservist, ale brak detali dotyczących jej planowania. Z kolei generał Eisenhower w opublikowanych w 1948 roku wspomnieniach nie wprost wspomina o fiasku ataku na Oran, gdy przyznaje się do odpowiedzialności za zaakceptowanie operacji w Algierze i Oranie, mających na celu zapobieżenie sabotażowi istotnych dla przyszłych działań instalacji portowych. Natomiast adiutant Eisenhowera do spraw marynarki wojennej, kapitan Harry C. Butcher, w notatkach ze swoich wspomnień z okresu adiutantowania wspomina o reperkusjach po operacji, ale opublikowana w 1946 roku wersja jego dzienników nie zawiera już tych informacji. W 1951 roku, brytyjski admirał Andrew Cunningham wspomniał w swojej autobiografii o zakończonej niepowodzeniem operacji, ale potencjalni czytelnicy nie mogli sobie zdawać sprawy, że zatuszował on wiele, wtedy jeszcze utajnionych, szczegółów. Natomiast biografista admirała Bertrama Ramsaya, kadm. W. S. Chalmers, w wydanej w roku 1959 biografii admirała, w ogóle nie wspomina o operacji w Oranie. Dopiero w 2002 roku amerykański pisarz Rick Atkinson bardziej kompletnie przybliża operację i poprzedzające ją wydarzenia w nagrodzonej Pulitzerem książce An Army at Dawn .